# Rakouská iniciativa kněží
Rakouská iniciativa kněží neboli Farářská iniciativa je hnutí kněží a jáhnů v římskokatolické církvi usilující o reformu církve vedené P. Helmutem Schüllerem a podporované částí rakouských duchovních i laiků římskokatolické církve v Rakousku.

## Základní údaje
Farářská iniciativa byla vyhlášena 25. dubna 2006 devíti kněžími po jejich konferenci ve vídeňské kavárně Landtmann. K 7. 4. 2012 měla podle svých oficiálních statistik 393 členů (kněží a jáhnů), 72 podporovatelů (kněží a jáhnů) a 2138 příznivců mezi laiky. Podle výzkumu rakouského veřejnoprávního rozhlasu ORF ji v roce 2011 neoficiálně podporovala až dvě třetiny rakouských kněží. V prvním čtvrtletí roku 2012 ji podle jiného sociologického výzkumu neoficiálně podporovaly dokonce až tři čtvrtiny ze čtyř tisíc rakouských kněží.

## Priority Farářské iniciativy v bodech
- Modlitební reformu při bohoslužbách (nepopírají stávající katolické chápání eucharistie)
- Kněžské svěcení pro ženy
- Kněžské svěcení pro ženaté/vdané (omezení celibátu)
- Vstřícnější postoj k rozvedeným (v katolické církvi je v současné době chápán jakýkoliv nový vztah po rozvodu s jiným partnerem jako veřejné cizoložství a proto nemohou rozvedení přistupovat k některým svátostem; v tomto omezení přitom nehraje žádnou roli důvod, proč k rozvodu došlo - tedy ani domácí násilí, alkohol, drogy, opuštění manželství ze strany partnera/partnerky, atd.)
- Větší participace laiků na bohoslužbě (například možnost vést některé bohoslužby a v některých případech na nich i kázat)
- Zrovnoprávění práva přístupu k eucharistii i členům jiných církví
- a další[3].

## Výzva k neposlušnosti
Na den Slavnosti Nejsvětější Trojice, 19. června 2011, publikovala iniciativa Výzvu k neposlušnosti, kterou podepsalo více než 300 rakouských kněží. Podepsaní uvádějí, že „dlouhodobá ignorace požadavků na realizaci církevních reforem“ ze strany Vatikánu i nečinnost biskupů jim nejen dovoluje, ale žádá po nich, aby v souladu se svým svědomím samostatně jednali.
Ve Výzvě např. prohlašují, že budou
- věřícím dobré vůle umožňovat svaté přijímání (jde zejména o věřící rozvedené, znovu vstoupivší do manželství, nebo členy jiných křesťanských církví)
- snažit se vyhnout sloužení více mší o nedělích a svátcích – před návštěvami kněží, kteří jsou pro farnost cizí, preferují, aby byla sloužena místně organizovaná bohoslužba slova
- v době nedostatku kněží prosazovat „eucharistické slavnosti bez přítomnosti kněze“
- ignorovat zákaz kazatelské činnosti pro vzdělané laiky a učitele či učitelky náboženství, a to proto, že právě v těžkých dobách je potřeba hlásat slovo Boží
- usilovat o to, aby každá farnost měla svého duchovního rádce: ať už muže nebo ženu, žijící v manželství či nikoli (namísto slučování farností)
- šířit myšlenky kněžského svěcení žen i ženatých mužů.[4]

## Reakce
Vatikán se poměrně dlouho k iniciativě nevyjadřoval, poprvé se k ní vyjádřil papež Benedikt XVI. v dubnu 2012, kdy Výzvu k neposlušnosti při kázání velmi ostře odsoudil. Neposlušnost podle něj nemůže být cestou k obnově církve. Zároveň se vyjádřil k některým požadavkům iniciativy. Například k tématu svěcení žen do kněžského úřadu připomněl, že už jeho předchůdce Jan Pavel II. potvrdil zákaz svěcení žen na duchovní jako součást Boží podstaty církve. Argumentoval tím, že Ježíš Kristus neměl mezi apoštoly ženy.
Na papežovu kritiku adresovanou signatářům výzvy reagovalo irské Sdružení katolických kněží. Připomnělo návštěvu Svatého otce na Kubě koncem března 2012, před kterou tamní diktatura preventivně pozatýkala desítky opozičních aktivistů. Papež pak režim vybídl k respektování základních svobod občanů. Jeho církevní vedení však přitom podle sdružení v tuto chvíli upírá svobodu projevu svým vlastním kněžím.
Také rakouská biskupská konference se v roce 2011 k výzvě stavěla kriticky, zejména vůči pojmu „neposlušnost“, který znamená boj.
Kardinál Schönborn, vídeňský arcibiskup a předseda Rakouské biskupské konference se o Výzvě k neposlušnosti vyjádřil následovně: „Jak by v naší zemi vypadaly rodiny, kdyby se neposlušnost stala ctností? Každý kněz, vlastně každý z nás se musí rozhodnout, zda půjde po společné cestě s papežem, biskupem, se světovou církví. Kdo se ale vzdá principu poslušnosti, ten ohrožuje jednotu církve.“
Podle rakouského teologa Paula Zulehnera není náhoda, že se farářská iniciativa zrodila právě v Rakousku, protože rakouská identita je velmi spjatá s katolickou církví a témata s ní spojená jsou neustále přítomná i v místních médiích. Podle Zulehnera se přitom velké množství rakouských kněží už dávno rozešlo s oficiálním církevním učením a nyní to veřejně přiznávají.
Obecně je možné říci, že zatímco konzervativní a tradicionalistické hlasy v katolické církvi Farářskou iniciativu odsuzují. Podporu naopak iniciativa sbírá především v liberálnějších katolických kruzích.

## Helmut Schüller
P. Helmut Schüller je vůdčí postavou Rakouské iniciativy kněží snažící se myšlenky iniciativy šířit (nejen v Rakousku, ale například i v Německu či v Irsku). Studoval teologii ve Vídni a v německém Freiburgu. V osmdesátých letech byl šéfem rakouské Charity. Později byl jmenován generálním vikářem vídeňské arcidiecéze, z této pozice ale musel odejít kvůli stále častějšímu názorovému nesouladu se kardinálem Schönbornem. V současnosti slouží jako farář v malém městečku Probstdorf v blízkosti Vídně a na částečný úvazek přednáší na ekonomické fakultě o etice a ekologické a sociální soudržnosti. Působí také jako akademický kaplan ve Vídni.
Helmut Schüller prohlásil: „Nejsme první, ani nejsme revoluční. Nové je, že se teď o slovo přihlásili sami faráři, dříve takové otázky otevírali teologové nebo někteří vyšší hodnostáři. ... Církev je jako moje rodina. Nechci z ní odejít, chci ji změnit.“
Svatý stolec reagoval na aktivity Helmuta Schüllera související s farářskou iniciativou mimo jiné i tím, že jej 29. listopadu 2012 zbavil titulu „kaplan Jeho Svatosti“ (monsignore).